# Еверест (филм из 2015)
Еверест (енгл. Everest) амерички је филм из 2015. у режији Балтазар Кормакур за који су сценарио написали Вилијам Николсон и Сајмон Бофој.

## Улоге
| Глумац           | Улога               |
| ---------------- | ------------------- |
| Џејсон Кларк     | Роб Хол             |
| Џејк Џиленхол    | Скот Фишер          |
| Џош Бролин       | Бек Ведерс          |
| Џон Хокс         | Даг Хансен          |
| Сем Вортингтон   | Гај Котер           |
| Робин Рајт       | Пич Ведерс          |
| Мајкл Кели       | Џон Кракауер        |
| Кира Најтли      | Џен Арнолд          |
| Емили Вотсон     | Хелен Вилтон        |
| Томас Рајт       | Мајкл Грум          |
| Мартин Хендерсон | Енди Харис          |
| Елизабет Дебики  | др Керолајн Макензи |
| Наоко Мори       | Јасуко Намба        |